# Luciano Lenti
Luciano Lenti (Alessandria, 2 febbraio 1924 – Valenza, 8 giugno 2007) è stato un politico e partigiano italiano, eletto nella IV e V legislatura alla Camera dei deputati.

## Biografia
Laureato in chimica, fu partigiano durante la Resistenza italiana. Impegnato in politica con il Partito Comunista Italiano, fu sindaco del comune di Valenza dal 1956 al 1964. 
Venne eletto alla Camera dei deputati con il PCI alle elezioni politiche del 1963 nella circoscrizione Cuneo-Alessandria-Asti, venendo confermato anche a quelle del 1968. Concluse il mandato parlamentare nel 1972.
Tornò poi a ricoprire il ruolo di sindaco di Valenza dal 1972 al 1983.
Morì nel giugno 2007 all'età di 83 anni.